# 66 v. Chr.
Portal Geschichte | Portal Biografien | Aktuelle Ereignisse | Jahreskalender | Tagesartikel

◄ |
2. Jahrhundert v. Chr. |
1. Jahrhundert v. Chr. |
1. Jahrhundert |
►

◄ | 80er v. Chr. | 70er v. Chr. | 60er v. Chr. | 50er v. Chr. |
40er v. Chr. |
►

◄◄ | ◄ | 69 v. Chr. | 68 v. Chr. | 67 v. Chr. | 66 v. Chr. |
65 v. Chr. |
64 v. Chr. |
63 v. Chr. |
► |
►►
Staatsoberhäupter

## Ereignisse
- Gnaeus Pompeius wird auf Basis der Lex Manilia Oberbefehlshaber Roms im Krieg gegen Mithridates VI. Er erobert neben dem kleinasiatischen Reich weitere Teile Vorderasiens, etwa das bis dahin zum Seleukidenreich gehörende Syrien. Ohne hierfür beauftragt worden zu sein, ordnet er die römische Einflusssphäre im Osten.
- Erste Catilinarische Verschwörung: Ein Attentat gegen die Consuln misslingt, damit auch ein geplanter Staatsstreich.

## Gestorben
- Gaius Licinius Macer, römischer Politiker und Historiker